# 森原靖
森原 靖（もりはら やすし、1960年6月27日 - ）は日本のプロデューサーである。

## 略歴
神奈川県立厚木高等学校、青山学院大学経営学部を経て1984年（昭和59年）に株式会社テレビ東京に入社。高校時代は野球部に所属していた、演出局（現在の制作局）に配属され、「ギルガメッシュないと」「愛ラブSMAP」「愛の貧乏脱出大作戦」等のバラエティを中心とした番組を担当。
「ギルガメッシュないと」では深夜25時15分からの放送にもかかわらず、最高視聴率9.4%を獲得。当時ブームであったセクシーアイドルユニット「セクシーメイツ」のプロデュースも手掛け、「ギリギリガールズ」を含めたプロモーションビデオの監督も務めた。
「愛ラブSMAP」のコーナードラマ「ドラマチックスマップ」では木村拓哉・香取慎吾の共演に加えヒロインに水野美紀を起用し、現在では“伝説のドラマ”と言われている「好きなのに」を監督。この作品の脚本は現在映画監督として高い評価を得ている小林政弘である。
プロデューサーとしては「日曜ビッグスペシャル」などといった2時間スペシャルものに加え、モーニング娘。が初MCとなった「MUSIX!」や「SUPER DREAM LIVE」等の音楽番組を担当するなど、ジャンルにとらわれない幅広い制作活動を行っている。2025年6月でテレビ東京を定年退職した。